# Anat Biletzki
Anat Biletzki (hebreo: ענת בילצקי, nacida en 1952) es profesora de filosofía en la Universidad de Tel Aviv y en la Universidad Quinnipiac de Hamden, CT.

## Biografía
Biletzki nació en Jerusalén. Fue miembro de B'tselem, una ONG israelí de derechos humanos, que actuó como presidenta de 2001 a 2006, y se ha desempeñado como miembro de la Junta de B'tselem desde 1995.
Biletzki es miembro de la junta ejecutiva de FFIPP-I (Facultad para la Paz Internacional Israelí-Palestina),que se describe a sí misma como "una red de profesores y estudiantes palestinos, israelíes e internacionales, que trabajan en solidaridad para un fin completo de la ocupación y una paz justa"
Biletzki es inusual en su crítica explícita y controvertida del "Israel judío" a diferencia de Israel como nación u organismos políticos dentro de Israel. En un artículo de opinión del New York Times, escribe que "el bloque de gobierno minoritario de 2015 es inequívoco en su agenda judía y nacionalista", y que "las normas de derechos judíos exclusivos y exclusión de los ciudadanos árabes" son inherentes al sionismo. Además, Biletzki sugirió que las controvertidas declaraciones hechas por el Primer Ministro Benjamin Netenyahu en los días anteriores a las elecciones, específicamente la afirmación de que una solución de dos estados nunca ocurriría durante su mandato, y una expresión de ansiedad de que supuestamente votaran grandes cantidades de árabes israelíes, representan normas implícitas del "Israel sionista y judío".